# Beneta (Maß)
Beneta, auch Weinbeneta, war ein italienisches Volumenmaß in Piacenza für Wein.
- 1 Beneta = 96 Boccali = 3831 Pariser Kubikzoll = 76 Liter